# Eviota raja
Eviota raja är en fiskart som beskrevs av Allen 2001. Eviota raja ingår i släktet Eviota och familjen smörbultsfiskar. Inga underarter finns listade i Catalogue of Life.